# Postás SE Budapest
Postás SE Budapest, kurz Postás SE, ist ein ungarischer Sportverein aus Budapest. Seine Fußballabteilung spielte insgesamt sieben Jahre in der ersten ungarischen Liga, der Nemzeti Bajnokság.

## Geschichte
Der Budapesti Posta és Távirda Tisztviselők Sport Egyesülete (deutsch Budapester Sportverein des Post- und Telegrafenverbandes) wurde im Jahr 1899 gegründet. Im Jahr 1901 änderte er seinen Namen in Postások Sport Egyesülete (deutsch Postboten-Sportverein). Im Jahr 1917 änderte der Klub seinen Namen in Postás Sport Egyesület (deutsch Post-Sportverein).

## Fußball
Im Jahr 1902 stieg die Fußballabteilung als Erster der zweiten Liga in die erste ungarische Liga, die Nemzeti Bajnokság auf. Nach einem vierten Platz in der Saison 1903 und einem fünften Platz in der Saison 1904 belegte der Verein am Ende der Spielzeit 1905 den ersten Platz. Die Meisterschaft wurde jedoch aufgrund eines Bestechungsskandals Ferencváros Budapest zugesprochen. Postások zog sich vom Spielbetrieb zurück und trat erst 1908 in der zweiten Liga wieder an. Dort spielte er bis zum Jahr 1911.
Nach dem Ersten Weltkrieg trat der Klub in der dritten ungarischen Liga an, ehe er im Jahr 1922 in die zweite Liga aufstieg. Nach Einführung der Profiliga im Jahr 1926 blieb der Klub im Amateur-Spielbetrieb. Im Jahr 1949 gehörte er erneut der Nemzeti Bajnokság an, der er bis zum Abstieg 1953 erhalten blieb. Anschließend spielte er in der regionalen Liga der Stadt Budapest.

## Eishockey
Die Eishockey-Abteilung spielte von 1945 bis 1969 in der Ungarischen Eishockeyliga und gewann die Meisterschaften 1952/53 sowie 1953/54.

## Tischtennis
Die Tischtennis-Abteilung stand im Jahr 1993 im Finale des ETTU Cups.